# Дзампаев, Алан Эльбрусович
Алан Эльбрусович Дзампаев (род. 12 сентября 1987) — российский борец вольного стиля, обладатель Кубка мира в команде, призёр чемпионатов России.

## Карьера
В июле 2006 года принимал участие на чемпионате России в Нижневартовске. В марте 2010 года в Москва в составе сборной России стал обладателем Кубка мира. В мае 2012 года на чемпионате России, проходящем в Санкт-Петербурге в весовой категории до 120 килограммов, уступив в финале Билалу Махову, стал серебряным призёром
. В ноябре 2012 года в Москве стал обладателем Кубка Европейских наций в команде.

## Спортивные результаты
- Чемпионат России по вольной борьбе 2008 — ;
- Кубок мира по борьбе 2009 (команда) — ;
- Кубок мира по борьбе 2009 — 4;
- Кубок мира по борьбе 2010 (команда) — ;
- Чемпионат России по вольной борьбе 2012 — ;
- Кубок Европейских наций 2012 (команда) — ;